# 颤音琴

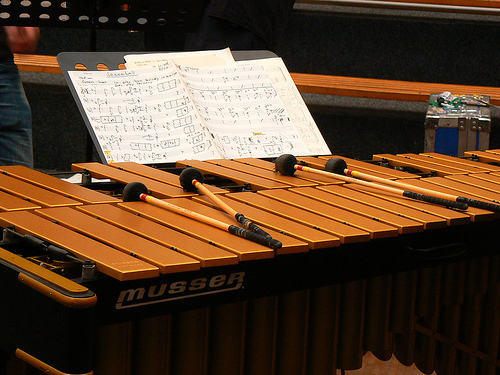
顫音琴

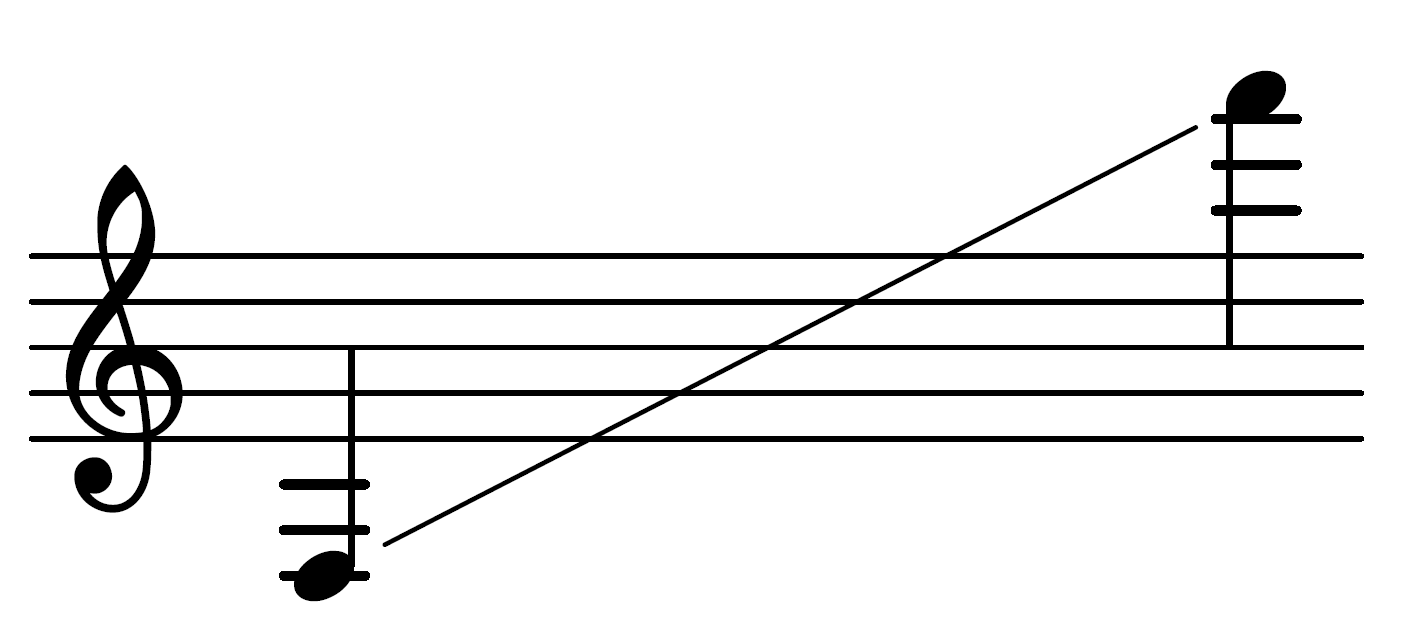
三個八度的顫音琴音域

顫音琴（英語：Vibraphone，又可稱為Vibraharp，簡稱Vibes），是打擊樂器的一種。琴鍵以金屬製造，通常為黃銅或鋁合金所造。琴鍵下設有共鳴管，最特別之處乃在各支管頂上加裝了能轉動的扇葉，並且連接至琴身旁的馬達。當供電及開啟開關掣後，扇葉便能轉動，導致共鳴管不斷被開合。當敲打琴鍵時，聲波震動空氣傳入共鳴管，扇頁打開時便能擴音及增加迴音，但扇頁關閉時音波則被阻擋，能進入共鳴管的音波大幅減少，所產生的共鳴和迴音也較少。最終便產生出忽響忽暗的音色，「顫音琴」的名稱就是這樣而來。另外，颤音琴一般都會附有踏板，令琴鍵不會被止音墊止震，而令發音延長。

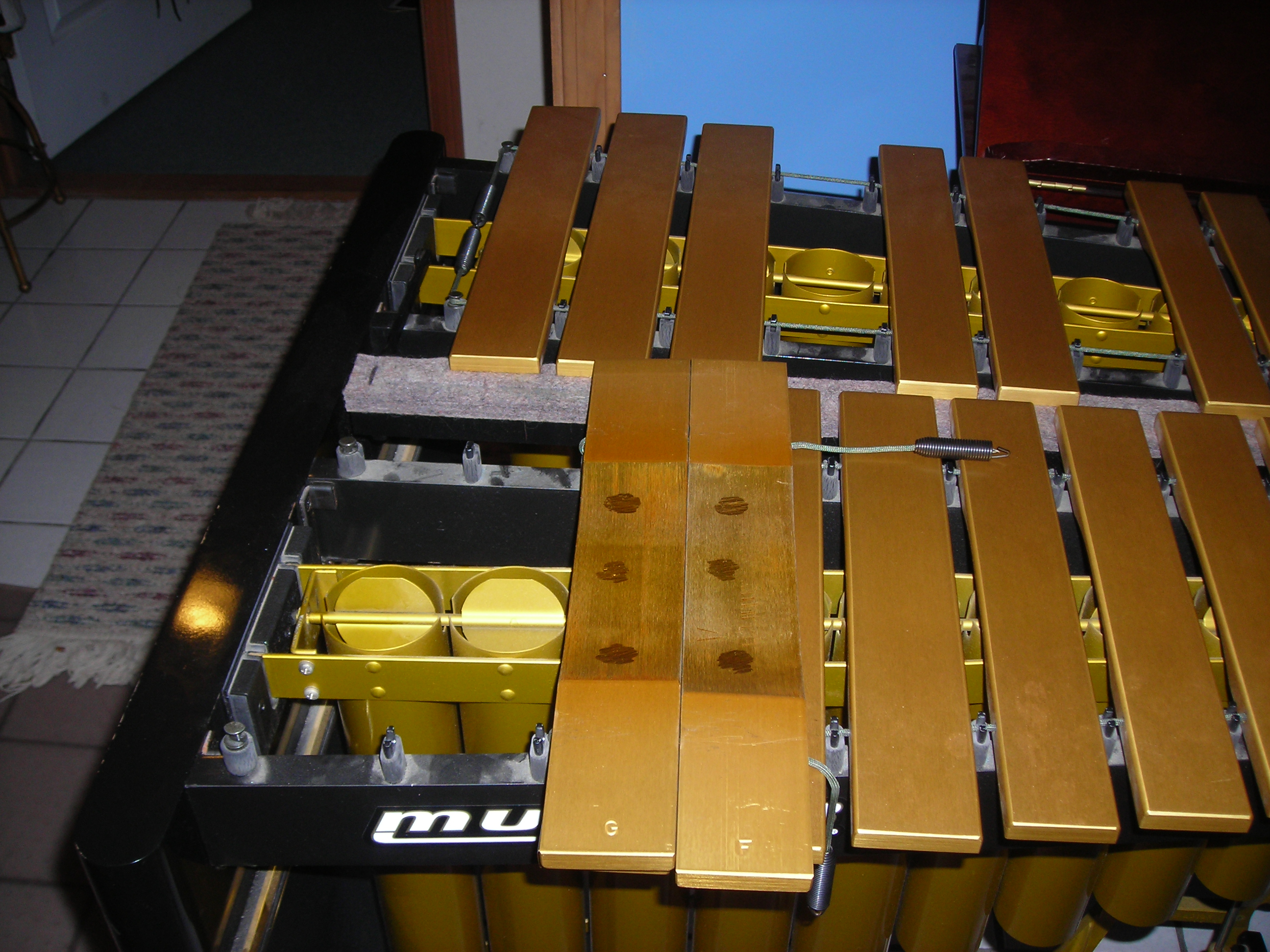
被拆開的顫音琴，可以看到圓形的風扇頁以一支轉軸所連接置在共鳴管上，另外琴鍵的背面及串連用的橡筋繩連金屬釣及彈簧。

## 起源
顫音琴是於1922年由一間位於美國印第安納州印第安納波利斯的鼓生產商Leedy Drum Company所發明的。發明者為Herman Winterhoff。很快其他生產商也加入了生產。
最初顫音琴的發明，是打算運用在爵士樂中，作為一件能演奏旋律的敲擊樂器，另外也能用於當時屬新興的電影音樂中，但很快亦運用於管絃樂隊中，因為它的音色比鐘琴柔和，較易融合於其他樂器中。

## 外貌

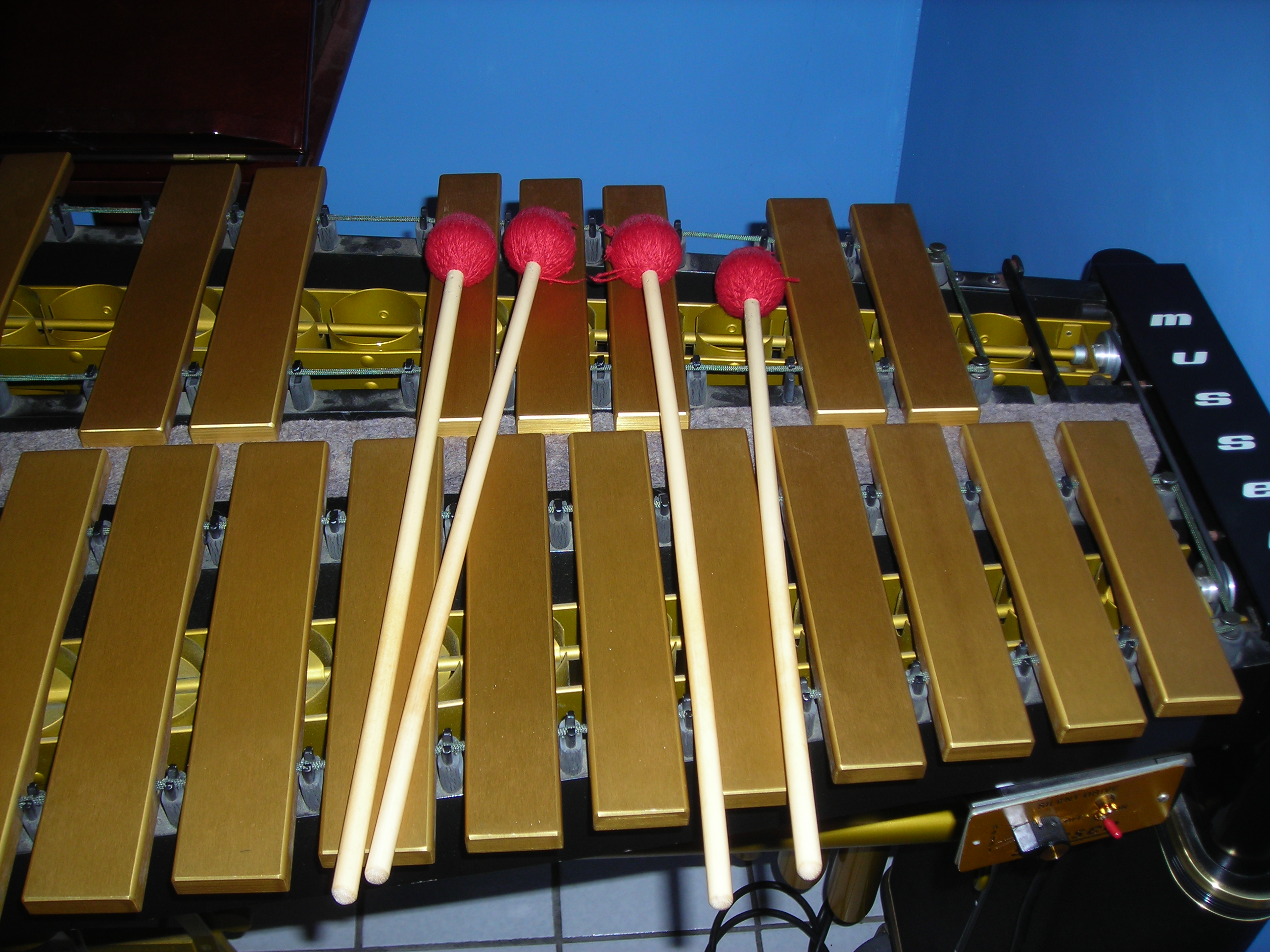
顫音琴高音區域部份，可見到上下排琴鍵位處同一水平，並配上四支以毛絨線球包裹的琴棒。右邊琴身為馬達開關及速度調較器。

顫音琴由數十支不同長度和厚度的金屬琴鍵所組成，並以鍵盤樂器的排列方式擺放琴鍵，不同音高的琴鍵，會按音高排放在琴架上，長而闊的琴鍵音色較低，放在左邊；短而窄的，排在右邊。
不過，從右圖可以看得出，顫音琴上排音鍵和下排音鍵是位處於同一水平位，而不像木琴或馬林巴琴般，上排音鍵被稍為提高。這是因為它設有腳踏板，如果兩排音鍵處於不同的水平位，當踏下腳踏板時，其中一排的琴鍵必然會撞擊到另一排的琴鍵，因此便需要兩排位處相同水平位置。

## 演奏方法

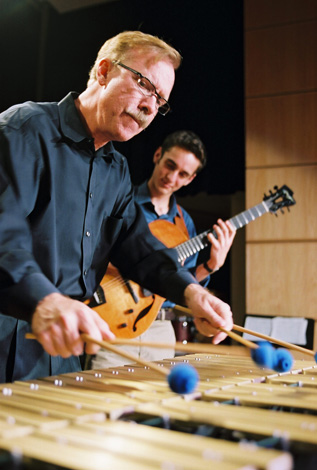
敲擊樂手 Gary Burton 正利用4支琴棒演奏。

一般演奏顫音琴，多使用以毛絨線包裹棒頭，或以軟膠頭製成的琴棒來敲打，這是因為黃銅和鋁合金的金屬硬度比較柔軟，若使用棒頭過硬的琴棒會刮花琴鍵表面，可以導致走音的永久性傷害。
初學者通常左右手各執一支琴棒，但對巧純熟的演奏者，更多時需要兩手各持2支琴棒，即以4支琴棒演奏，特別是要求演奏和弦、和聲及琶音等技巧。
至於演繹近代作品，除了使用琴棒外，亦會使用絃樂器的弓，方法是將塗上松香的弓斜放於琴鍵的短邊，上排的琴鍵會使用上端，而下排的琴鍵則利用下端。演奏者把弓由低位拉上，琴鍵便會發出相應的第一泛音。

## 音域及記譜法
現時市售的顫音琴，音域由三個八度到四個八度不等。其中以三個八度（由F3至F6）及3½個八度（由F3至C7）較常用。
因為每一個琴鍵能產生一個固定音高，因此，它被歸納為「有音高樂器」。亦能於樂譜上記錄實際音高。顫音琴多使用單行譜，以高音譜號標示音高，但最低的一個八度則可轉換為低音譜號記譜。採用雙行記譜亦可行，但較少使用。顫音琴是採用實音記譜，並不像大部份有音高的敲擊樂器般是移調樂器。

## 著名的演奏家
平岡精二(日本)
加里·伯頓